# De Vijf Gebroeders
De Vijf Gebroeders is een korenmolen in Heinkenszand in de Nederlandse provincie Zeeland. Het is een ronde, uit baksteen opgetrokken stellingmolen uit 1851. Het gevlucht van de molen is 21,25 / 21,40 meter.
De molen is gebouwd ter vervanging van een eerdere molen op een andere plaats in het dorp, die na blikseminslag twee jaar eerder afbrandde. De molen bleef tot aan begin de jaren 60 van de 20e eeuw in bedrijf en raakte daarna in verval. Van 1968 tot 1970 werd de molen draaivaardig gerestaureerd. Hierna trad opnieuw verval in, totdat in 2005 de nieuwe eigenaar de molen liet rechtzetten en het metselwerk liet herstellen. Tijdens de restauratie brak de bovenas in tweeën, waarna een nieuw exemplaar moest worden gegoten. In 2007 was de restauratie voltooid. Sindsdien draait de molen regelmatig. De oude bovenas ligt naast de molen.
De Vijf Gebroeders is eigendom van de Stichting Molen De Vijf Gebroeders en is in principe zaterdags te bezoeken.